# 德吾一世
教宗聖德吾一世（拉丁語：Sanctus Adeodatus PP. I；？—618年11月8日）原名不詳，於615年10月19日至618年11月8日為教宗。

## 譯名列表
- 德吾：香港天主教教區檔案　歷任教宗作德吾。
- 狄烏迪弟、狄乌迪弟：大英綫上繁體中文版、《世界人名翻譯大辭典》1993年版作狄乌迪弟。